# Louis René Viard
Pour les articles homonymes, voir Viard.
Louis René Viard est un homme politique français né le 18 décembre 1795 à Pont-à-Mousson (Meurthe) et décédé le 18 mai 1859 à Paris.
Fils de Louis Viard, député aux États-Généraux, il entre dans l'administration des contributions indirectes, puis se faire recevoir avocat en 1820. Suppléant du juge de paix, commandant de la garde nationale, il est conseiller municipal de Toul et conseiller général. Il est député de la Meurthe de 1849 à 1859, siégeant à droite et soutenant le Second Empire.

## Sources
- « Louis René Viard », dans Adolphe Robert et Gaston Cougny, Dictionnaire des parlementaires français, Edgar Bourloton, 1889-1891 [détail de l’édition], vol. V, p. 512, [lire en ligne]